# Lasiurus villosissimus
El murciélago escarchado grande o murciélago escarchado grande sudamericano (Lasiurus villosissimus) es una especie de quiróptero lasiurino del género Lasiurus (subgénero Aeorestes) perteneciente a la familia de los vespertiliónidos. Se distribuye en América del Sur.

## Taxonomía
Descripción original
Lasiurus villosissimus fue descrito originalmente en el año 1806 por el naturalista francés Étienne Geoffroy Saint-Hilaire, bajo el nombre científico de Vespertilio villosissimus.
Localidad tipo
La localidad tipo referida es: “Paraguay”, la cual fue restringida a “Asunción, Paraguay” por el zoólogo y paleontólogo español —nacionalizado argentino— Ángel Cabrera Latorre.
Historia taxonómica
Fue tratada como una subespecie dentro de Lasiurus cinereus (Beauvois, 1796) (es decir: L. c. villosissimus) hasta que en el año 2015, en un estudio genético efectuado por Amy Bickham Baird, Janet K. Braun, Michael A. Mares, Juan Carlos Morales, John C. Patton, Christina Q. Tran y John W. Bickham, en el cual se utilizó 4 loci del ADN mitocondrial y del cromosoma Y, se le restituyó su condición de especie plena, al mismo tiempo que se la transfirió al género Aeorestes, el cual fue posteriormente incluido como subgénero de Lasiurus.

## Características
Lasiurus villosissimus presenta una longitud total de entre 119 y 135 mm, la de la cola es de entre 44 y 65 mm; el peso es entre 12 y 25 g. Las orejas son redondeadas, de entre 15 y 20 mm. El pelaje del área alrededor del rostro es uniformemente de tonalidad acanelada pálida, contrastando con el resto, que posee pelos de cuatro colores, siendo las puntas de color blanco y escarchado en el dorso. Cuenta con un uropatagio que, por el lado dorsal, está cubierto de pelos, aunque estos no llegan a superar el borde del mismo.
El pelaje de color “escarchado” lo asemeja a Lasiurus blossevillii, pero puede separarse por ser notoriamente más grande (antebrazo entre 50 y 56 mm) y presentar las membranas de las orejas y el rostro de color negro, mientras que son claros en L. blossevillii mientras que su antebrazo es menor a 45 mm.

## Distribución geográfica y costumbres
Lasiurus villosissimus se distribuyen extensamente en el norte, centro y centro-sur de Sudamérica, desde Venezuela, Colombia, Ecuador, Perú, Bolivia, Paraguay, Brasil, Uruguay y en Chile desde Coquimbo hasta Puerto Montt, alcanzando hacia el sur el centro-sur de la Argentina, con registros en todas las provincias del norte y el centro hasta el sector septentrional de la Patagonia argentina (centro-este del Neuquén y norte de Río Negro), más un registro puntual en el noroeste de Chubut. No se sabe si la especie vive en Chile, si así es el caso, allí estaría la ssp. L.v. grayi, la cual sería endémica del país.
Es de costumbres solitarias y nocturnas siendo de hábitos migratorios. Su dieta está compuesta mayormente por insectos nocturnos. Durante las horas de día se refugia entre las hojas de los árboles. Es frecuente en variados ambientes, incluso en áreas urbanas y suburbanas, en altitudes entre el nivel marino y los 3373 m s. n. m.. La gestación demora entre 80 y 90 días.

## Conservación
Según los lineamientos para discernir el estatus de conservación de los taxones, los que fueron estipulados por la organización internacional dedicada a la conservación de los recursos naturales Unión Internacional para la Conservación de la Naturaleza (IUCN), en la Argentina fue clasificada como una especie bajo “preocupación menor”, teniendo en cuenta su amplia distribución geográfica, que sus poblaciones son estables y con presencia en áreas protegidas, a lo que se suma el no poseer alguna amenaza conocida que pueda hacer disminuir su población en un corto plazo. Esta categoría es coincidente con las categorizaciones efectuadas en otros países.